# Pettend (Fejér vármegye)
Pettend Kápolnásnyék településrésze Fejér vármegyében, a Gárdonyi járásban. Kápolnásnyék központjától mintegy 5 kilométerre keletre fekszik.
Lakott területét délről a 7-es főút, északról a Budapest–Murakeresztúr-vasútvonal határolja; utóbbinak egy megállási pontja van itt, Pettend megállóhely, a belterület nyugati szélén.
2011-es adatok szerint a lakónépessége 380 fő, a lakások száma 117 volt.
Kápolnája 1902-ben épült. 1935-ig a pázmándi plébánia fíliája volt, azóta a kápolnásnyéki plébániához tartozik.